# 푸자
푸자(산스크리트어: पूजा pūjā)는 힌두인들이 하나 이상의 신에게 헌신적인 경의와 기도를 드리거나, 손님을 접대하고 공경하거나, 영적인 행사를 축하하기 위해 행하는 예배 의식이다. 이는 특별한 손님의 존재나 그들이 죽은 후 그들의 기억을 기리거나 축하할 수 있다. 푸자라는 단어는 영어로 '존경, 경의, 경의, 숭배, 예배'로 대략 번역된다. 푸자(벵골어로 푸조/푸자)는 신성한 빛, 꽃, 물 또는 음식을 신에게 바치는 사랑스러운 봉헌으로, 힌두교의 필수적인 의식이다. 숭배자에게 신성은 형상으로 보이며, 신성은 숭배자를 본다. 인간과 신, 인간과 구루 사이의 상호작용을 다르샤남이라고 한다.
힌두교에서는 푸자가 다양한 경우, 빈도 및 환경에서 행해진다. 이는 집에서 행해지는 매일의 푸자, 가끔 행해지는 사원 의식 및 연례 축제를 포함할 수 있다. 다른 경우, 푸자는 아기의 탄생, 입주 의식(그리하프라베쉬), 첫 쌀 식사 의식(안나프라사나), 결혼, 브라만을 위한 성스러운 실 의식(우파나야나 의식) 또는 새로운 사업 시작과 같은 몇 가지 생애 이벤트를 기념하기 위해 개최된다. 푸자가 행해지는 두 가지 주요 장소는 집과 사원으로, 인생의 특정 단계, 행사 또는 두르가 푸자, 칼리 푸자, 잔마슈타미, 락슈미 푸자와 같은 축제를 기념한다. 푸자는 힌두교에서 의무 사항은 아니다. 어떤 힌두인에게는 일상적인 일이 될 수 있고, 어떤 힌두인에게는 주기적인 의식이 될 수 있으며, 다른 힌두인에게는 드물게 행해질 수 있다. 일부 사원에서는 하루 중 다양한 시간에 다양한 푸자가 매일 행해질 수 있으며, 다른 사원에서는 가끔 행해질 수 있다.
라키, 디왈리, 홀리, 카르바 차우트, 가네샤 차투르티, 잔마슈타미, 나바라트리를 포함한 모든 중요한 인도의 공휴일에는 푸자라고 알려진 의식이 있다.
예를 들어, 치라투(디야라고도 함), 정제 버터 심지, 종, 꽃, 향 스틱, 콘, 롤리 또는 쿰쿰(이마에 바르는 강황 혼합 붉은 가루), 쌀, 틸라캄, 찬다남(단향 스틱), 우상, 사마그리 하바남 등이 푸자에 사용되는 일반적인 품목이다. 힌두교에서 푸자는 사트빅 작업이다.
푸자는 종파, 지역, 행사, 숭배되는 신, 그리고 따르는 단계에 따라 달라진다. 공식적인 니가마 의식에서는 우상이나 형상 없이 신 아그니를 기리기 위해 불이 피워질 수 있다. 대조적으로, 아가마 의식에서는 신의 우상, 상징 또는 형상이 존재한다. 두 의식 모두에서 기도를 외우거나 찬송가를 부르면서 램프(디야)나 향 스틱이 켜질 수 있다. 푸자는 일반적으로 힌두교 숭배자가 혼자 수행하지만, 때로는 복잡한 의식과 찬송가에 정통한 사제의 입회 하에 수행되기도 한다. 사원과 사제가 돕는 푸자 행사에서는 음식, 과일, 과자가 의식이나 신에게 바치는 희생 제물로 포함될 수 있으며, 기도 후에 이것은 프라사담이 되어 모인 모든 사람이 공유하는 음식이 된다.
니가마와 아가마 푸자 모두 인도 힌두교에서 행해진다. 인도 발리주의 힌두교에서는 아가마 푸자가 가정과 사원에서 가장 널리 행해진다. 푸자는 인도네시아에서 때때로 셈바향이라고 불린다.

## 어원
산스크리트어 푸자(पूजा)는 "공경하다, 존경하다; 경의, 예배, 숭배; 예배당, 사원에서 손님을 환대하거나 존경이나 경의를 표하다"를 의미한다. J. A. B. 판 뷔테넨은 "푸자"가 야즈나 의식에서 유래했으며, 이를 프라바르갸 베다 의식과 연결시킨다고 말한다. 리그베다는 찬송가 8.17의 12절에서 "사치푸자나얌"(शाचिपूजनायं)이라는 단어를 사용하는데, 이는 감탄사 단수형 "찬양"의 맥락에서 인드라 신의 별칭이다. 고대 학자이자 베다 경전 주석가인 사야나는 이 용어를 "찬양, 숭배, 간청"의 한 형태로 설명한다. 그리하수트라는 의식의 맥락에서 푸지를 사용하며, 산스크리트 학자 파니니도 마찬가지이다. 그러나 이러한 경전 중 어느 것도 푸자를 헌신적인 기도 예배의 한 형태로 암시하지 않는다.
나탈리아 리도바에 따르면, 푸자는 산스크리트어 어근이 없고 다른 인도유럽어족 언어에서 동족어가 없기 때문에 인도아리아어 및 베다 기원은 아닐 가능성이 높다. 그 어근은 아마도 드라비다어족에서 유래했을 것이지만, 이 대안 가설에 대한 증거도 대부분 부족한데, 아마도 헌신적인 예배가 힌두교만큼 오래되지 않았기 때문일 것이다. 콜린스는 어근이 "푸"(꽃)와 "게"(만들다) 또는 "꽃 희생을 만들다"의 형태일 수 있다고 말한다. 그러나 이 제안은 "푸"가 인도유럽어족 어근에서 유래한 반면, "게"는 드라비다어족에서 유래했기 때문에 문제가 있다. 샤르팡티에는 푸자라는 단어의 기원이 드라비다어족에 있을 수 있다고 제안한다. 두 가지 가능한 말라얄람어 어근은 pūSa '무언가로 바르다' 또는 pūcey '꽃으로 하다'(pū '꽃'과 cey '하다'에서 유래)일 수 있다. 타밀어 어근도 제안되었다: pūsai '무언가로 바르다' 또는 pūcey '꽃으로 하다'(pū '꽃'과 cey '하다'에서 유래) 또는 유사한 텔루구어 어근 pūjēi(pū '꽃'과 cēyi '하다'에서 유래).
시바 푸라나에 따르면, 푸자는 산스크리트어 단어인 푸(puh)와 자야테(jayate)의 동족어에서 파생되었는데, 푸는 '향유의 열매를 얻는 것'을 의미하고, 자야테는 '태어나는 것'을 의미한다. 따라서 푸자는 좋은 생각과 지식과 같은 것들의 향유의 열매를 얻는 의식을 의미한다.

## 기원
학자들에 따르면, 푸자에 대한 가장 초기 언급 중 하나는 가정 의식에 대한 규칙을 제공하는 그리하수트라에 있다. 기원전 500년경으로 추정되는 이 수트라들은 푸자라는 용어를 고인 조상들을 위한 의식을 인도하기 위해 집으로 초대된 사제들을 존경하는 환대를 묘사하는 데 사용한다. 베다 시대와 마찬가지로 푸자의 일반적인 개념은 동일하게 유지되었지만, 신과 신의 영적 본질을 자신의 귀한 손님으로 환영하는 것으로 확장되었다. 서기 6세기경으로 거슬러 올라가는 푸라나 문헌은 신성한 푸자(데바 푸자)를 수행하는 방법에 대한 광범위한 개요를 담고 있다. 따라서 신성한 푸자는 베다 의식과 신에 대한 헌신을 의식 형태로 융합한다. 힌두교의 다른 많은 측면과 마찬가지로, 베다 푸자와 헌신적인 신성한 푸자 모두 계속되었으며, 선택은 힌두인에게 맡겨졌다.
역사적 관행으로서 힌두교의 푸자는 자신의 자원을 고려하여 신이나 중요한 인물을 가장 잘 존경하고 소중한 손님으로 대접하고, 그 대가로 그들의 행복과 축복을 받는다는 생각에 따라 모델링되었다. 파울 티메는 라마야나의 구절을 통해 푸자라는 단어가 손님을 환대하는 것을 의미했으며, 손님에게 제공되는 물건들이 신들과 그들의 거처에 제공될 수 있다고 제안한다. 문제의 의식은 그리하수트라 경전에 기록된 "다섯 가지 위대한 희생" 또는 판차마하야즈냐였다(이 문헌에 대해서는 칼파 참조). 따라서 푸자의 발전은 베다 가정 전통에서 시작되었으며 유추를 통해 사원 환경으로 이어졌다. 즉, 중요한 손님이 오랫동안 부유한 가정에서 환영받고 그들을 기쁘게 하는 것들이 제공되었던 것처럼, 신들도 사원-가정에서 환영받고 그들을 기쁘게 하는 것들이 제공되었다. 사원에 대한 토지 부여를 기록한 동판 헌장은 이러한 종교적 관행이 4세기 중반부터 적극적으로 장려되었음을 보여준다.

## 의미

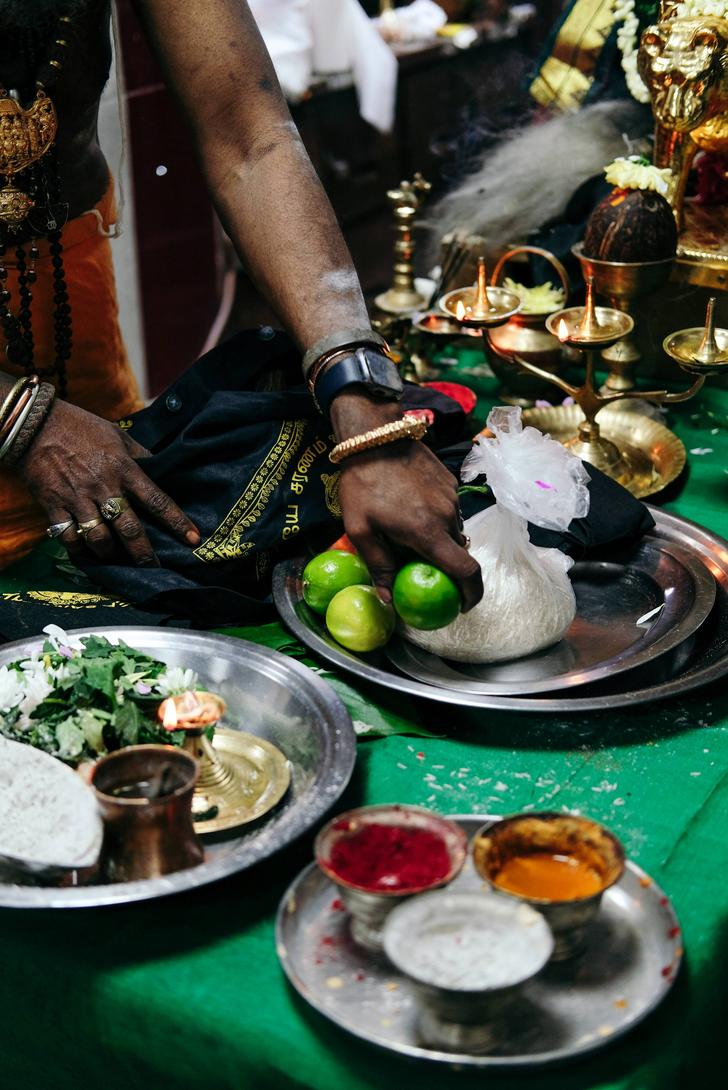
영국 동런던의 스와미 아야판 사원에서 전통적인 푸자가 행해진다.

베다 푸자를 묘사하는 가장 초기 문헌에서 푸자의 의미는 사제가 신들에게 직접 요청을 할 수 있도록 사제를 환대하는 것이었다. 웨이드 휠록에 따르면, 베다 푸자 중 이루어진 간청 기도의 예시는 다음과 같다.

아름다운 번개를 지닌 브리트라의 살인자 인드라-아그니여, 새로운 선물로 우리를 번성하게 하소서;

오 인드라여, 오른손으로 보물을 가져오소서;

오 아그니여, 좋은 가정을 누리게 하소서;

[우리에게] 활력, 가축의 부, 그리고 좋은 말의 소유를 주소서.

– ÄsvSü

이 요청들의 목적은 신의 도움을 통해 브라흐만과의 합일을 경험하기 위해 과거의 업을 태워버리는 것이다. 이는 신에게 경의를 표함으로써 신의 의식을 최종 목표로 하는 바크티 요가의 한 형태이다. 그럼에도 불구하고, 이러한 진화된 이론적 영적 의미에도 불구하고 많은 사람들은 푸자를 자녀의 건강, 질병의 빠른 회복, 구상한 사업의 성공 등과 같은 소원과 간청을 청원하는 수단으로 사용한다. 푸자의 구조와 실천에서 만트라와 의식은 영성에 중점을 두며, 모든 청원과 간청은 푸자의 끝에만 덧붙여진다.
치머는 푸자를 얀트라와 관련시키며, 의식들이 신도가 영적 개념에 집중하는 데 도움을 준다고 말한다. 힌두교의 푸자는 의식의 변형 경로이자 과정으로, 신도와 신의 영적 의미가 함께 어우러진다. 인도 각지에서 이러한 의례적 푸자 과정은 해방적이고, 풀려나며, 정화되고, 영혼과 감정의 요가의 한 형태로 간주된다.
힌두교의 푸자는 때때로 우상이나 형상을 넘어선 주제를 포함한다. 심지어 사람, 장소, 강, 구체적인 사물 또는 무엇이든 일부 힌두인들에게는 신성한 실재의 현현으로 여겨진다. 신성한 존재에 대한 접근은 힌두교의 요가 학파에서처럼 출가자의 명상이나 바크티 학파의 우상에만 국한되지 않는다. 일부에게는 신성한 존재가 모든 곳에 존재하며 그 형태에 제한이 없으므로, 이러한 현현에 대한 푸자는 사람, 장소, 강, 구체적인 사물 또는 그 외 모든 것에 기도를 올리기로 선택한 사람들에게 동일한 영적 의미를 지닌다.

## 푸자 유형

### 두르가 푸자
두르고차바(Durgotsava) 또는 샤로도차브(Sharodotsav)라고도 불리는 두르가 푸자는 인도 아대륙, 특히 벵골, 아삼, 기타 인도 동부 주와 방글라데시에서 매년 기념되는 축제이다. 이 축제는 힌두교의 여신 두르가를 기리고, 그녀가 악마 마히샤수라를 물리친 승리를 축하한다. 축제는 10일 동안 진행되며, 마지막 5일이 가장 중요하다. 이 기간 동안 가정과 공공 장소 모두에서 정교한 의식이 거행되며, 판달이라고 불리는 임시 구조물이 세워진다. 두르가 푸자에는 경전 낭독, 공연, 잔치, 선물 교환, 그리고 멜라(melā)라고 알려진 대중 행렬이 포함된다. 이 축제는 힌두교의 샤크티파 전통에서 큰 의미를 가지며, 다른 힌두교 전통에서 기념하는 나바라트리와 두세라 축제와도 일치한다. 이 축제는 선의 악에 대한 승리뿐만 아니라 수확 축제로서, 두르가를 생명과 창조의 어머니 같은 힘으로 기린다. 두르가 푸자에는 락슈미, 사라스바티, 가네샤, 카르티케야를 비롯한 다양한 신들이 두르가와 함께 숭배된다. 이 축제는 여신의 흙 조각상을 강이나 수역에 담가 신성한 우주로 돌아가는 것을 상징하며 절정에 이른다.

### 구루 푸자
위대한 영적 스승의 경우, 살아있는 사람을 위해, 특히 구루 푸르니마에 푸자를 행하는 관습도 있다. 구루는 때때로 푸자의 대상으로 선택되어 살아있는 신으로 숭배되거나 특정 신의 화신으로 여겨진다. 구루는 때때로 상징적인 옷, 화환 및 기타 장식으로 꾸며지고, 향을 피우고, 발을 씻기고 기름을 바르고, 과일, 음식 및 음료를 바치고, 발밑에서 명상하며 그들의 축복을 구한다.

### 고바르단 푸자
고바르단 푸자(Govardhan Puja)는 안나쿠트(Annakut) 또는 안나쿠트(Annakoot)라고도 불리며, 카르티카 월 보름달이 뜨는 초승달 첫날에 기념되는 힌두 축제로, 일반적으로 디왈리 축제의 넷째 날에 해당한다. 이 축제 기간 동안 신자들은 고바르단 언덕을 기리고 크리슈나 경에게 다양한 채식 음식을 준비하여 바치며 감사를 표한다.
비슈누파를 따르는 신자들에게 고바르단 푸자는 바가바타 푸라나에 묘사된 사건을 기념하는데, 이는 주 크리슈나가 브린다반 마을 사람들을 폭우로부터 보호하기 위해 고바르단 언덕을 들어 올린 사건이다. 이 행위는 전적으로 신에게 의지하는 신자들을 위한 신성한 보호를 상징한다. 이 날을 기념하기 위해 신자들은 고바르단 언덕을 상징하는 "음식의 산"을 신에게 바치면서 자신들의 믿음과 헌신을 재확인한다.
고바르단 푸자는 인도 전역과 그 외 지역의 다양한 힌두교 종파에서 널리 기념된다.

### 사원 푸자

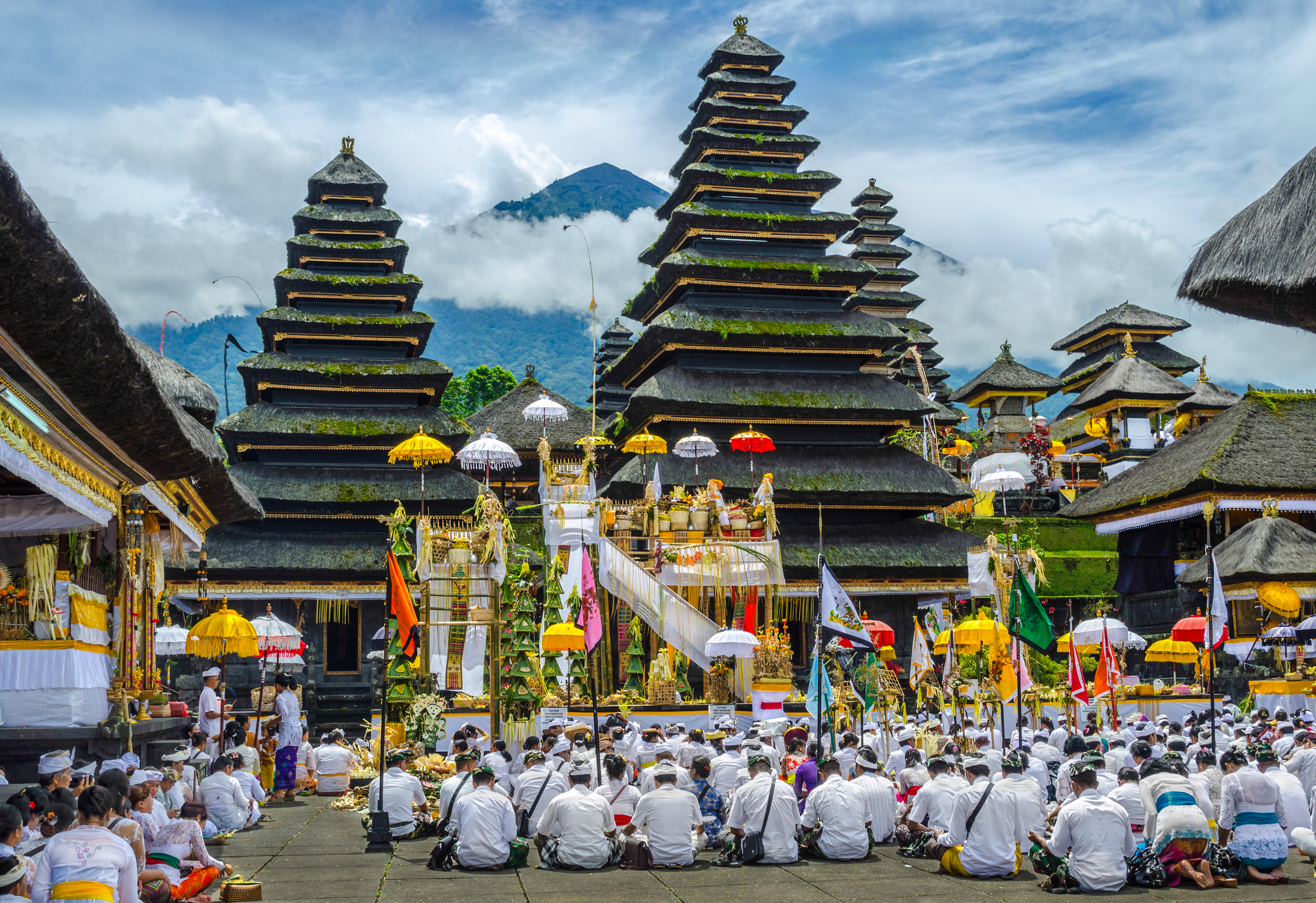
인도네시아 발리주 브사끼 사원에서 푸자 의식이 거행되고 있다.

사원(만디르) 푸자는 가정에서 행해지는 푸자보다 훨씬 정교하며, 일반적으로 하루에 여러 번 행해진다. 또한 사제인 푸자리가 수행한다. 게다가 사원의 신(수호신)은 손님이라기보다는 거주자로 간주되므로, 푸자는 이를 반영하여 변경된다. 예를 들어, 아침에는 신을 "부르는" 대신 "깨우는" 행위가 이루어진다. 사원 푸자는 지역과 종파에 따라 크게 다르며, 예를 들어 비슈누파 사원에서는 헌신적인 찬송가가 불린다. 사원 푸자에서는 사제가 다른 사람들을 대신하여 행동하므로 참여가 덜 적극적이다.

## 푸자 구성요소

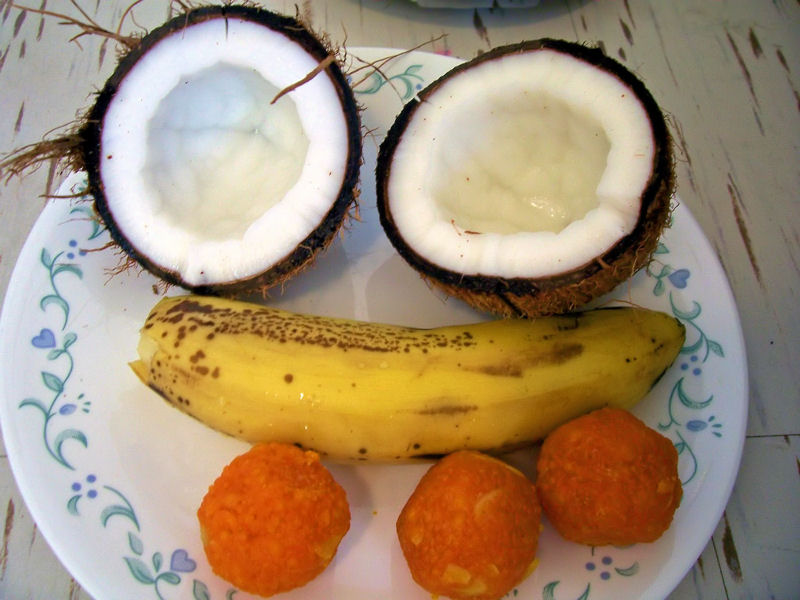
푸자를 위해 신에게 바칠 보가(음식)

완전한 가정 푸자나 사원 푸자에는 여러 전통적인 우파차라(upacaras) 또는 "참석"이 포함될 수 있다. 다음은 푸자의 예시이다. 이 단계들은 지역, 전통, 환경 또는 시간에 따라, 특히 신이 환대되는 방식에 따라 달라질 수 있다. 이 예시에서 신은 손님으로 초대되며, 신도는 존경받는 손님으로서 신을 맞이하고 돌보며, 찬송가와 음식이 신에게 바쳐지고, 사랑과 존경을 표현한 후 주인은 떠나면서 애정 어린 작별 인사를 신에게 전한다. 인도학자 얀 곤다는 모든 종류의 푸자에서 공통적인 16단계(쇼다샤 우파차라)를 식별했다.
1. 아바하나(Avahana, "초청"). 신을 마음속에서 의식으로 초대한다.
2. 아사나. 신에게 자리를 제공한다.
3. 파드야. 신의 발을 상징적으로 씻는다.
4. 물을 제공하여 머리와 몸을 씻도록 한다.
5. 아르기야. 신이 입을 씻을 수 있도록 물을 제공한다.
6. 스나나 또는 아비셰카. 상징적인 목욕을 위해 물을 제공한다.
7. 바스트라("의복"). 천으로 형상을 감싸고 장신구를 부착한다. 남성 신의 경우 도티를 걸치고, 여성 신의 경우 사리를 걸친다.
8. 야즈노파비타 또는 망갈수트라. 성스러운 실을 착용한다(야즈노파비타 실은 남성용, 망갈라수트라 실은 여성용).
9. 아눌레파나 또는 간다. 향수와 연고를 형상에 바른다. 단향 페이스트(찬다나 페이스트) 또는 쿰쿰을 바른다. 여성 신의 경우 강황 가루, 신두르, 쿰쿰 및 눈 화장품(카잘람 또는 카잘)을 제공한다.
10. 푸슈팜. 형상 앞에 꽃을 바치거나 목에 화환을 걸어준다.
11. 두파. 형상 앞에 향을 피운다.
12. 아라티. 불타는 램프를 형상 앞에 흔든다. 보통 아라티 불꽃은 장뇌 또는 정제 버터를 적신 심지를 사용하여 마하-니라자남으로 태운다.
13. 나이베디야. 조리된 쌀, 과일, 정제 버터, 설탕, 빈랑잎과 같은 음식을 제공한다.
14. 탐불라. 빈랑 열매, 빈랑 잎, 쌀알, 강황 조각 및 돈을 제공한다.
15. 나마스카라 또는 프라남. 숭배자와 가족이 형상 앞에 절하거나 엎드려 경의를 표한다.
16. 파리크라마 또는 프라다크시나. 신을 주위로 돌다.
17. 작별 인사.

때때로 추가 단계가 포함된다.
1. 디야남 ("명상"). 신은 신봉자의 마음속에 호출된다.
2. 아차마니얌. 마시는 물을 제공한다.
3. 아바하남. 신은 목걸이와 보석으로 장식된다.
4. 차트람. 의식용 우산을 바친다.
5. 차마람. 신에게 에어컨을 제공하기 위해 부채 또는 파리채 (차마라)를 바친다.
6. 비사르자나 또는 우드바사나. 신이 그 장소에서 이동된다.

이 푸자 방법에는 다음과 같은 변형이 있다.
1. 판차 우파차라 푸자(다섯 단계의 푸자).
2. 차투샤스티 우파차라 푸자(64단계의 푸자).[35]

정교한 푸자의 구조는 사원, 지역, 경우에 따라 크게 다르다.
아르차나 푸자는 본 푸자 이후에 개인을 대신하여 수행할 수 있는 짧은 중재 푸자이다.

### 빠른 푸자

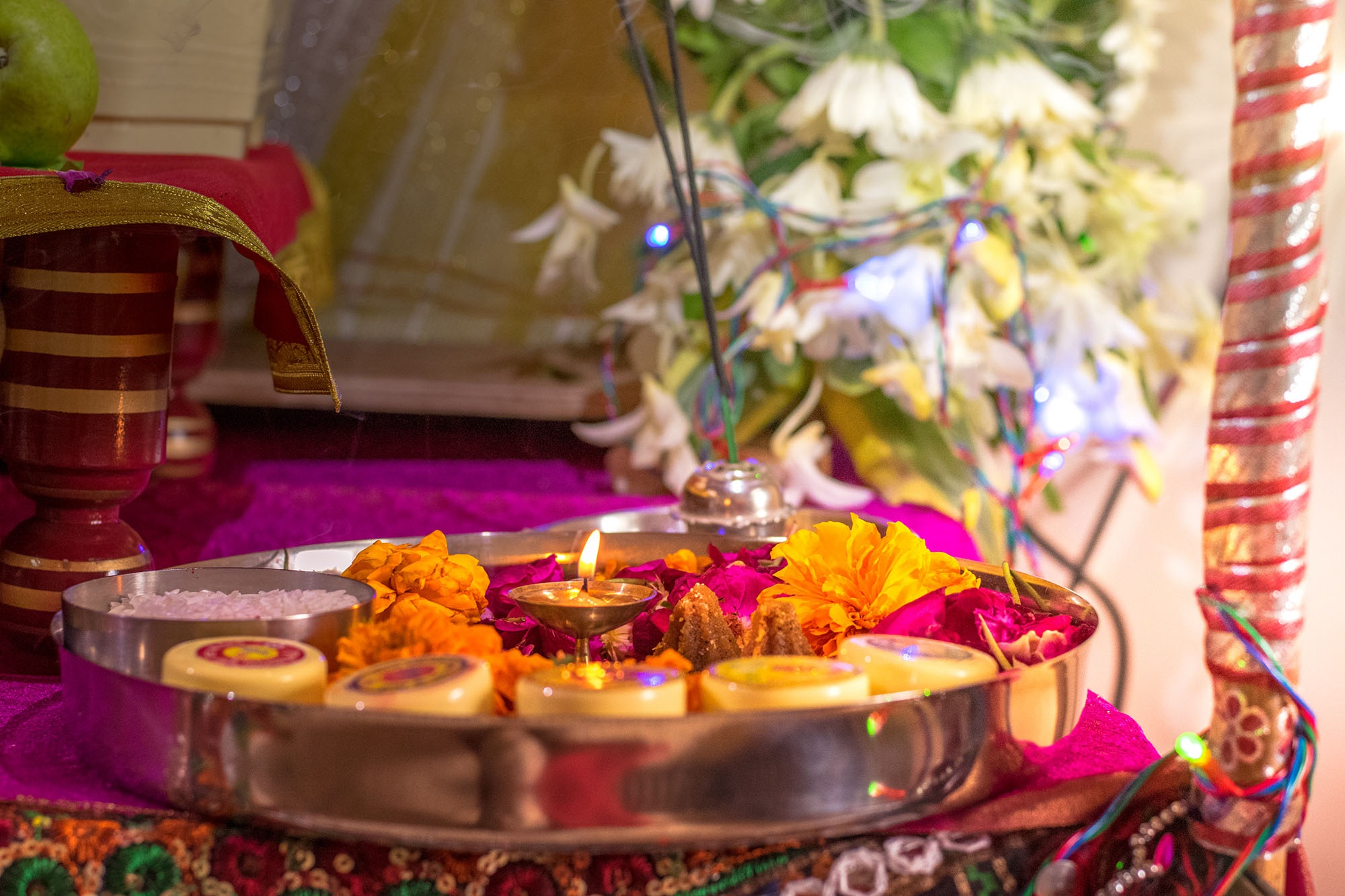
힌두 푸자 탈리

빠른 푸자는 사람들이 사랑하는 손님과의 빠른 만남, 환대, 애정 어린 상호작용을 위해 보통 행하는 행동과 같은 구조를 가지고 있다. 먼저 신을 맞이하고, 이름으로 확인하며 환영하는데, 때로는 디야나 켜진 향 스틱과 함께 한다. 신자는 명상(다르샨의 한 형태)하거나 찬송가와 만트라를 읊으며 영적인 현현과 연결한 다음 개인적인 기도를 드린다. 기도가 끝나면 영적인 방문객인 손님에게 애정 어린 감사를 표하고 작별 인사를 한다. 빠른 명상 푸자는 일부 힌두교도들이 우상이나 형상 없이 때때로 행한다. 인류학자 크리스 풀러에 따르면, 힌두교 경전은 경우, 필요, 개인적인 선호도에 따라 유연하고 축약된 푸자를 허용한다.

## 발리 힌두교에서

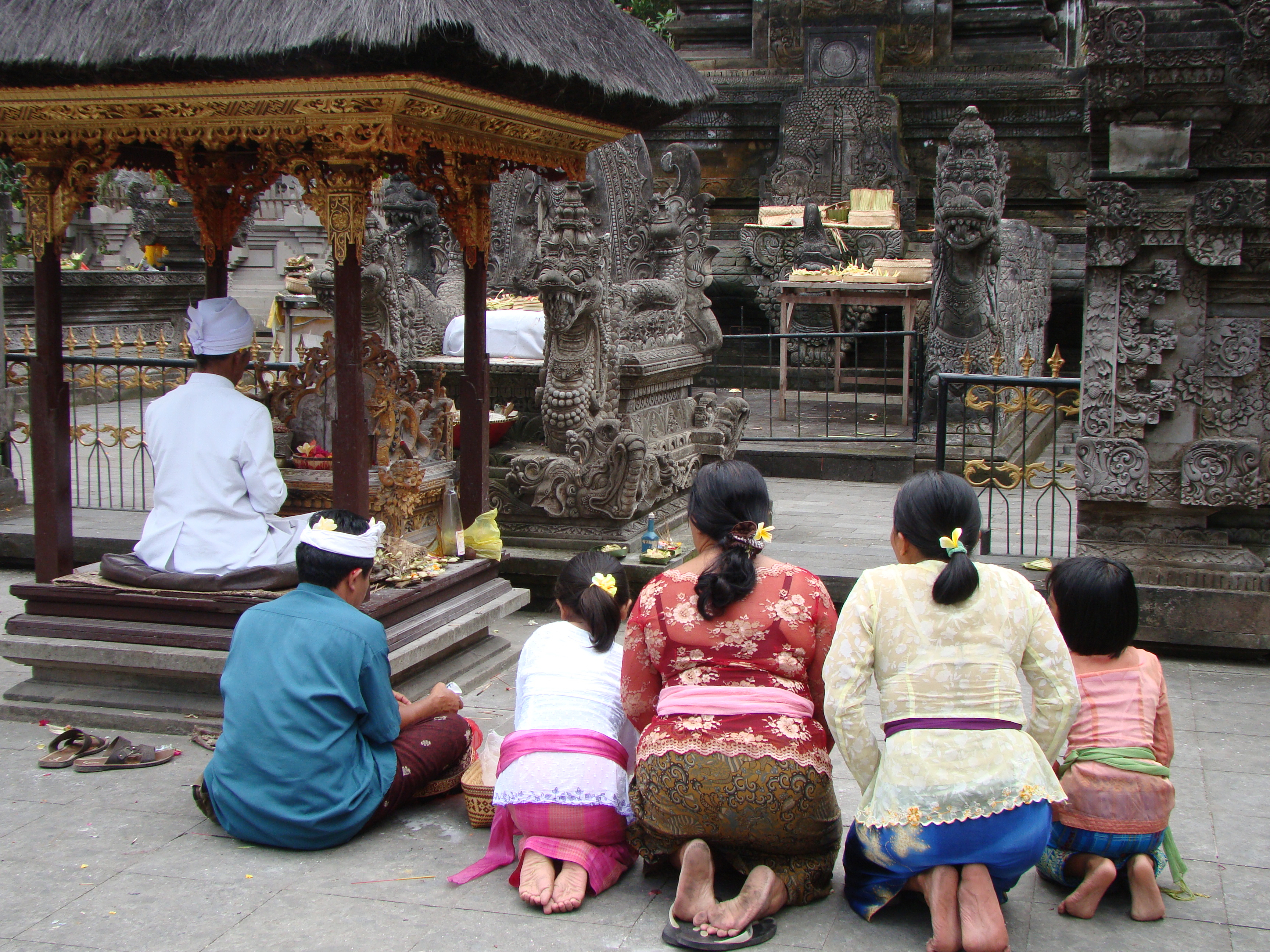
발리 가족이 인도네시아 발리주의 힌두 사원에서 푸자를 드리고 있다.

인도네시아 발리주의 힌두교에서 푸자는 때때로 셈바향(Sembahyang)이라고 불린다. 이 단어는 고대 자바어의 두 단어인 셈바(sembah)와 향(hyang)에서 유래한다. 셈바는 존경하고 절하다를 의미하며, 향은 신성한 존재, 신 또는 상 향 위디 와사, 성인, 조상을 의미한다. 따라서 기도한다는 것은 신과 조상에게 존경하고, 절하며, 항복하는 것을 의미한다.
셈바향(푸자)은 발리 힌두인에게 의무이며, 기도와 찬송가는 베다에서 파생되었다. 가족은 일반적으로 매일 케와겐(Kewangen)과 다른 공물로 기도를 드린다. 케와겐은 향기로운 것을 의미하며, 상서로운 베다 상징 형태의 잎과 꽃으로 만들어진다. 발리인들은 케와겐을 사용하여 푸루샤 (영혼)와 프라다나 (몸)의 형태로 신성을 숭배한다. 인도와 마찬가지로 발리인들은 불, 향, 만트라의 상징적 포함을 포함하여 공물을 바친다.

## 사회 및 인권 행사로서
힌두교의 푸자는 인도 외부의 힌두 공동체들이 모여 친교를 나누고, 새로운 친구를 사귀고, 때로는 힌두인에 대한 사회적 차별을 다룰 방법을 논의하는 수단이 되어왔다. 예를 들어, 마리온 오캘러핸은 영국 식민 정부가 트리니다드섬으로 계약 노동자로 데려온 힌두 디아스포라가 전통적인 힌두 결혼이나 전통적인 힌두 결혼에서 태어난 자녀의 상속권을 인정하지 않는 차별적인 법률로 고통받았으며, 비힌두 다수 정부는 화장이나 화장터 건설을 허용하지 않았다고 보고한다. 이러한 힌두 의식은 이교적이고 미개하다고 여겨졌다. 푸자는 힌두인들이 만나고, 사회적으로 조직하고, 인권을 청원하는 방법을 제공했다. 시간이 지나면서 푸자는 종교 행사만큼이나 사회 및 공동체 여가 행사가 되었다.

## 푸르바 미맘사 학파의 푸자 비판
푸자는 일반적으로 힌두인들에게 유효한 종교 활동으로 받아들여지지만, 미맘사 학파 사상가들에게 오랫동안 비판받아 왔다. 이 학파의 기초 작업은 자이미니가 저술한 카르마미맘사수트라(Karmamīmāṃsāsūtra) 또는 "행위에 대한 탐구 격언"이었다. 가장 오래 살아남은 주석서는 4세기 말경에 살았던 샤바라에 의해 쓰여졌다. 샤바라의 주석서인 샤바라바샤(Śabarabhāṣya)는 샤바라의 이해가 이후 모든 저술가들에게 결정적인 것으로 받아들여지면서 미맘사에서 우위를 점했다.
데바타디카라나(Devatādikaraṇa, 9: 1: 5: 6–9)라는 제목의 장에서 샤바라는 신에 대한 대중적인 이해를 검토하고, 신들이 물질적 신체를 가지고 있고, 자신에게 바쳐진 제물을 먹을 수 있으며, 기뻐하고 숭배자들에게 보상할 수 있다는 믿음을 반박하려고 시도했다. 샤바라는 베다에 근거하여(그는 마하바라타, 푸라나 텍스트, 심지어 스므리티 문헌도 유효한 권위의 출처로 받아들이기를 거부했다), 신들은 육체적이지도 감각적이지도 않으므로 제물을 즐기거나 재산을 소유할 수 없다고 결론지었다. 이를 위해 그는 경험적 관찰에 호소하며, 신들에게 바쳐진 제물이 크기가 줄어들지 않으며, 어떤 감소는 단지 공기 노출 때문이라고 지적했다. 마찬가지로 그는 물질이 신들의 소원에 따라 신들에게 바쳐지는 것이 아니라 "직접적인 지각에 의해 보증되는 것은 사원 봉사자들의 소원에 따라 물건이 사용된다는 것"(pratyakṣāt pramāṇāt devatāparicārakāṇām abhiprāyaḥ)이라고 주장했다.
논의 과정에서 샤바라는 "손님의 경우와 희생 행위 사이에는 아무런 관계가 없다"고 주장했다. 이 우연한 언급은 푸자가 손님을 환영하는 고대 베다 전통인 아티티(atithi)와의 유추에 기반을 두고 있다는 확실한 역사적 증거를 제공했다. 샤바라가 주장한 것은 이 유추가 유효하지 않다는 것이었다.
미맘사 학파는 수세기 동안 이러한 해석을 유지했지만, 샹카라의 논쟁에서 패배하면서 소수 의견이 되었다. 미맘사 학파는 닐라칸타의 주석서에서 알 수 있듯이 17세기까지 번성했다.

## 지역별 이름
푸자는 타밀어로 பூசை pūcai라고 불리고, 태국어로 부차(บูชา)라고 불리며, 때로는 벵골어로 পুজো pujō라고도 불린다.